# Случайное компактное множество
Случайное компактное множество — случайная величина со значениями в компактных множествах. Случайные компактные множества используются при изучении аттракторов случайных динамических систем.

## Определение
Пусть {\displaystyle {\mathcal {K}}} — множество всех компактных подмножеств {\displaystyle \mathbb {R} ^{2}}. На {\displaystyle {\mathcal {K}}} можно определить метрику Хаусдорфа {\displaystyle h}:
{\displaystyle h(K_{1},K_{2})=\inf \left\{\varepsilon >0:K_{1}\subseteq K_{2}\bigoplus B(0,\varepsilon ),K_{2}\subseteq K_{1}\bigoplus B(0,\varepsilon )\right\}.}
С такой метрикой {\displaystyle h} множество {\displaystyle {\mathcal {K}}} становится полным сепарабельным метрическим пространством. Соответствующие открытые подмножества порождают борелевскую {\displaystyle \sigma }-алгебру {\displaystyle {\mathfrak {B}}_{K}} множества {\displaystyle {\mathcal {K}}}.
Тогда случайное компактное множество — это измеримая функция из некоторого вероятностного пространства {\displaystyle (\Omega ,{\mathcal {F}},\mathbf {P} )} в измеримое пространство {\displaystyle ({\mathcal {K}},{\mathfrak {B}}_{K})}. Случайные компактные множества в этом смысле — то же, что случайные замкнутые множества у Матерона. Следовательно, их распределение задается вероятностями
{\displaystyle \mathbf {P} (X\cap K=\emptyset ),\ \ \ K\in {\mathcal {K}}.}
Распределение случайного компактного выпуклого множества также задается системой всех вероятностей включения {\displaystyle \mathbf {P} (X\subset K).}

## Связанные определения
- Для {\displaystyle K=\{x\}} определена вероятность {\displaystyle \mathbf {P} (x\in X)}, которая удовлетворяет соотношению {\displaystyle \mathbf {P} (x\in X)=1-\mathbf {P} (x\not \in X).} Тогда можно задать функцию покрытия {\displaystyle p_{X}} формулой {\displaystyle p_{X}(x)=\mathbf {P} (x\in X),\;x\in \mathbb {R} ^{2}.} Функция покрытия принимает значения между {\displaystyle 0} и {\displaystyle 1} и может интерпретироваться как математическое ожидание индикаторной функции {\displaystyle \mathbf {1} _{X}(x):} {\displaystyle p_{X}(x)=\mathbf {E} \mathbf {1} _{X}(x).}
- Множество {\displaystyle b_{X}} всех {\displaystyle x\in \mathbb {R} ^{2}} с {\displaystyle p_{X}(x)>0} называется базой {\displaystyle X.}
- Множество {\displaystyle k_{X}} всех {\displaystyle x\in \mathbb {R} ^{2}} с {\displaystyle p_{X}(x)=1} называется ядром, множеством фиксированных точек, или существенным минимумом {\displaystyle e(X)}. Если {\displaystyle X_{1},X_{2},\ldots } — это последовательность независимых одинаково распределенных случайных компактных множеств, то почти наверное {\displaystyle \bigcap _{i=1}^{\infty }X_{i}=e(X)} и {\displaystyle \bigcap _{i=1}^{\infty }X_{i}} сходится почти наверное к {\displaystyle e(X).}